# Stankovci
Stankovci est un village et une municipalité située dans le comitat de Zadar, en Croatie. Au recensement de 2001, la municipalité comptait 2 088 habitants, dont 98,61 % de Croates et le village seul comptait 740 habitants.

## Localités
La municipalité de Stankovci compte 7 localités :
- Banjevci
- Bila Vlaka
- Budak
- Crljenik
- Morpolača
- Stankovci
- Velim